# جو أليسون
جو أليسون (بالإنجليزية: Joe Allison)‏ هو مقدم برامج إذاعية ومنتج أسطوانات وكاتب أغاني أمريكي، ولد في 3 أكتوبر 1924 في ماككيني في الولايات المتحدة، وتوفي في 2 أغسطس 2002 في ناشفيل في الولايات المتحدة.

## وصلات خارجية
- جو أليسون على موقع IMDb (الإنجليزية)
- جو أليسون على موقع ميوزك برينز (الإنجليزية)
- جو أليسون على موقع ديسكوغز (الإنجليزية)